# IC 205
IC 205 ist eine Balken-Spiralgalaxie vom Hubble-Typ SBa im Sternbild Walfisch südlich des Himmelsäquators. Sie ist rund 373 Millionen Lichtjahre von der Milchstraße entfernt und hat einen Durchmesser von etwa 95.000 Lj.
Im selben Himmelsareal befindet sich u. a. die Galaxie IC 204.
Das Objekt wurde am 3. Dezember 1891 vom französischen Astronomen Stéphane Javelle entdeckt.